# Герб комуни Аскерсунд
Герб комуни Аскерсунд (швед. Askersunds kommunvapen) — символ шведської адміністративно-територіальної одиниці місцевого самоврядування комуни Аскерсунд. 

## Історія

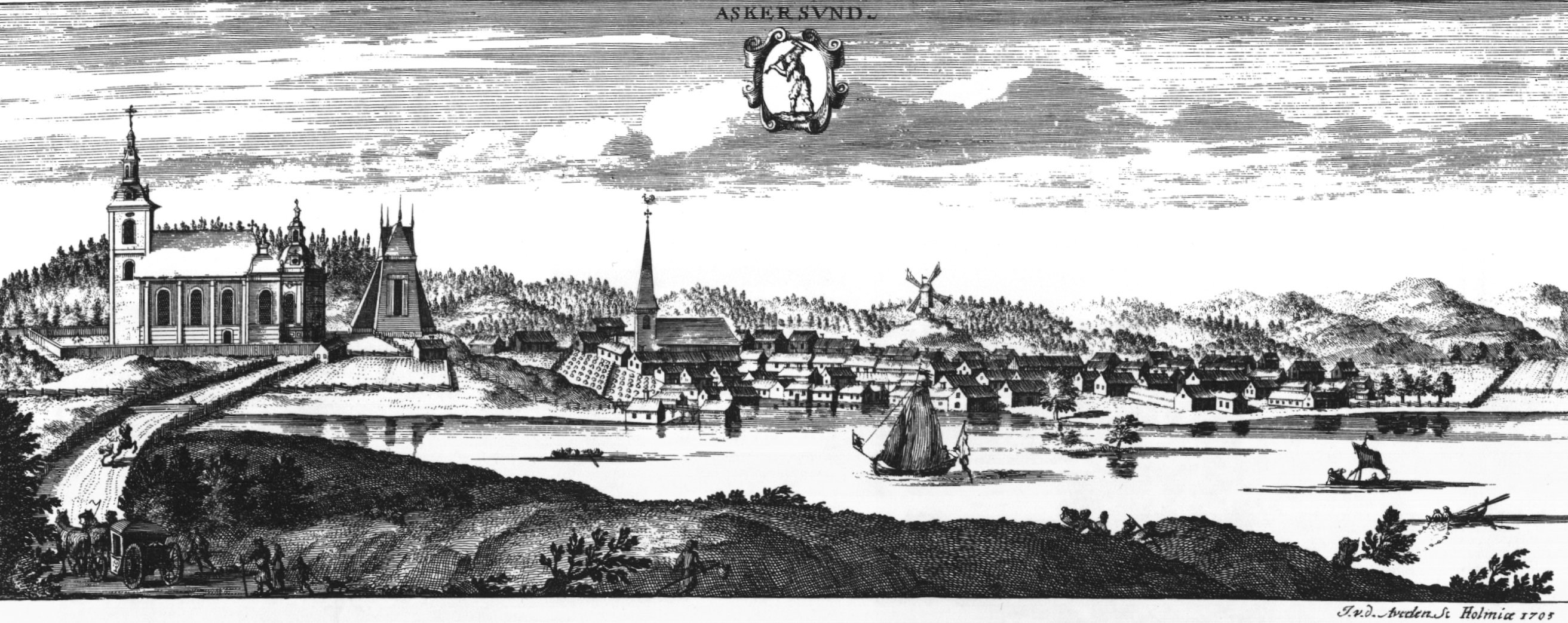
Герб на гравюрі з панорамою міста Аскерсунд (біля 1700 р.)

Цей герб від XVII століття використовувався містом Аскерсунд. Отримав королівське затвердження 1948 року. 
Після адміністративно-територіальної реформи, проведеної в Швеції на початку 1970-х років, муніципальні герби стали використовуватися лишень комунами. Цей герб був 1971 року перебраний для нової комуни Аскерсунд.
Герб комуни офіційно зареєстровано 1975 року.

## Опис (блазон)
У срібному полі стоїть коваль у білій сорочці, синій шапці та штанях, жовтих панчохах і чорних черевиках та тримає в руках чорний молот.  

## Зміст
Сюжет герба взято з печатки міста, наданої королівським привілеєм 1643 року. Підкреслює один з основних видів зайнятості мешканців міста в XVII столітті. 
При затвердженні герба 1948 року залишено без змін архаїчний негеральдичний білий колір сорочки коваля.